# Уларци
Уларци (мкд. Уларци) су насеље у Северној Македонији, у источном делу државе. Уларци су у саставу општине Чешиново-Облешево.

## Географија
Уларци су смештени у источном делу Северне Македоније. Од најближег града, Кочана, насеље је удаљено 15 km југозападно.
Насеље Уларци се налази у историјској области Кочанско поље. Подручје северно од насеља је долинско и уз реку Брегалницу, па је добро обрађено. Јужно од села налази се ушће Злетовске реке у Брегалницу. Надморска висина насеља је приближно 300 метара. 
Месна клима је умерено континентална.

## Становништво
Уларци су према последњем попису из 2002. године имали 366 становника.
Претежно становништво у насељу су етнички Македонци (100%).
Већинска вероисповест месног становништва је православље.